# Triarii (gruppo musicale)
Triarii è un progetto musicale martial industrial tedesco, fondato da Christian Erdmann nel 2003. Il nome deriva dal latino, i Triarii erano la terza linea dell'esercito romano in età repubblicana.

## Stile musicale
Attraverso la composizione di melodie neoclassiche unite alla tipica musica "pesante" del martial industrial, propongono un genere evocativo, caratterizzato da forti riferimenti all'Impero Romano, alla cultura europea e al tradizionalismo.

## Formazione
- Christian Erdmann - voce e testi

## Discografia
- 2005 - Ars Militaria
- 2006 - Pièce Héroique
- 2008 - Muse in Arms
- 2012 - Exile

EP
- 2004 - Triumph
- 2005 - Imperivm
- 2008 - We Are One